# Jetpac
Jetpac je počítačová hra pro domácí počítač ZX Spectrum. Vyrobila ji firma Ultimate Play The Game.
Typologicky jde o plošinovou hru odehrávající se na jedné obrazovce. Úkolem hráče je sestavit raketu z jednotlivých dílů, naplnit ji palivem a odletět.
Hra byla ve své době velmi novátorská, protože poprvé použila objekty procházející přes hranu adresovatelného bloku videopaměti (což byl blok 8×8 pixelů s přiřazeným 1 bajtem barevných atributů).[zdroj?] Toto umožnilo plynulý pohyb postavičky a dalších předmětů.